# Памятник пионерам-героям (Смоленск)
Памятник пионерам-героям — памятник в городе Смоленске, установленный в Парке Пионеров.

## История
Парк пионеров появился в Смоленске в 1970-х годах. Расположен в центральной части города — между улицей Барклая-де-Толли и площадью Победы, вытянут вдоль участка городской крепостной стены. В 2010 году была проведена кардинальная реконструкция парка и реставрация памятника. О его былых временах советского прошлого напоминает массивная белая надпись из бетона «Парк пионеров» рядом с Моховой башней, в которой располагался «Музей пионерской славы», о чём указывает памятная плита из красного гранита. Кроме Памятника пионерам-героям в этом парке находится монумент «Опалённый цветок», установленный в 2005 году в память о маленьких узниках концентрационных лагерей фашизма.

## Описание
Собственно памятник представляет собой высокую стелу в виде прямоугольного параллелепипеда, облицованную красным гранитом, на вершине которой находится металлическое знамя с надписью пионерского девиза «Будь готов» и три пионерских горна. Ниже выбита надпись: «Бери с героев пример», ещё ниже — имена нескольких известных пионеров-героев: «Павлик Морозов, Леня Голиков, Зина Портнова, Марат Казей, Володя Дубинин». С одной стороны стелы на небольшом возвышении находится трибуна, а с другой стороны — место для возложения цветов, также выполненные из плит красного гранита.
В 2020 году началась реконструкция Парка пионеров, одновременно будет отремонтирован начавшая разрушаться стела памятника.